# Tūzānlū
Tūzānlū (persiska: توزانلو) är en ort i Iran.   Den ligger i provinsen Khorasan, i den nordöstra delen av landet, 700 km öster om huvudstaden Teheran. Tūzānlū ligger 717 meter över havet och antalet invånare är 259.
Terrängen runt Tūzānlū är kuperad åt nordväst, men åt sydost är den platt. Runt Tūzānlū är det ganska glesbefolkat, med 28 invånare per kvadratkilometer. Närmaste större samhälle är Jashnābād, 6,6 km söder om Tūzānlū. Trakten runt Tūzānlū består i huvudsak av gräsmarker.